# 汤象龙
汤象龙（1909年—1998年），号豫樟，男，湖南湘潭人，中國近代經濟史学家，四川财经学院教授。

## 生平
1909年，汤象龙出生于湖南省湘潭县。1925年，考入清华大学文科。1929年，毕业后留校做特别研究生一年，专攻中国近代经济史。1930-1942年，在北平社会调查所与中央研究院工作期间，创办杂志《中国近代经济史研究集刊》，並发起“史学研究会”。1942年，他供职于经济部物资局和金城银行。1953年，任四川财经学院副教务长、经济研究所所长。